# كاريل فورتن
كاريل فورتن (17 أبريل 1930 – 4 يناير 2001) هو طبيب تشيكوسلوفاكي راحل، يعزى له اختراع طريقة جراحية لعلاج السرطان تدعى التحجيم (بالإنجليزية: Devitalization)‏.